# Adirondack Flames
Gli Adirondack Flames sono stati una squadra di hockey su ghiaccio dell'American Hockey League con sede nella città di Glens Falls, nello stato di New York. Nati nel 2014 e sciolti nel 2015, sono stati affiliati ai Calgary Flames, franchigia della National Hockey League, e hanno disputano i propri incontri casalinghi presso il Glens Falls Civic Center.

## Storia
Dopo aver giocato per cinque stagioni ad Abbotsford, nella Columbia Britannica, con il nome di Abbotsford Heat, nella primavera del 2014 si concluse il contratto della città con la squadra. Il 5 maggio 2014 il consiglio della AHL annunciò il trasferimento della franchigia a Glens Falls a partire dalla stagione 2014-15. Il contratto prevedeva un minimo di tre stagioni con l'opzione per altri due anni.
Quello stesso anno gli Adirondack Phantoms lasciarono Glens Falls per trasferirsi ad Allentown, dove assunsero il nome di Lehigh Valley Phantoms. Il nuovo logo della squadra si ispirò a quello degli Atlanta Flames, squadra della NHL che si trasferì a Calgary nel 1980 diventando gli odierni Calgary Flames.
Il 29 gennaio 2015 fu confermato dalla AHL che al termine della stagione gli Adirondack Flames si sarebbero trasferiti da Glens Falls a Stockton in California per diventare gli Stockton Heat. Allo stesso tempo però i Calgary Flames acquisirono gli Stockton Thunder della ECHL per trasferirli proprio a Glens Falls nella stagione 2015-16 con la denominazione Adirondack Thunder.

### Affiliazioni
Nel corso della loro storia gli Adirondack Flames sono stati affiliati alle seguenti franchigie della National Hockey League:
- Calgary Flames: (2014-2015)

## Record stagione per stagione
| Stagione          | Division | Gare | V  | S  | OTL | SOL | Punti | GF  | GS  | Piazzamento | Play-off |
| ----------------- | -------- | ---- | -- | -- | --- | --- | ----- | --- | --- | ----------- | -------- |
| Adirondack Flames |          |      |    |    |     |     |       |     |     |             |          |
| 2014-15           | North    | 76   | 35 | 33 | 6   | 2   | 78    | 233 | 240 | 4°          |          |

## Record della franchigia

### Carriera
Gol: 20  David Wolf
Assist: 28  Kenneth Agostino
Punti: 43  Kenneth Agostino
Minuti di penalità: 168  David Wolf
Vittorie: 21  Joni Ortio
Media gol subiti: 2.69  Joni Ortio
Shutout: 4  Joni Ortio
Partite giocate: 72  Garnet Hathaway